# Poecilosclerida
Los poeciloscléridos (Poecilosclerida) son un orden de esponjas de mar de la clase Demospongiae.Son invertebrados, además,se mueven 4 milímetros por día   

## Familias
Los poeciloscléridos incluyen las siguientes familia: 
- Suborden Latrunculina
  - Familia Latrunculiidae
- Suborden Microcionina
  - Familia Acarnidae
  - Familia Microcionidae
  - Familia Raspailiidae
  - Familia Rhabderemiidae
- Suborden Mycalina
  - Familia Cladorhizidae
  - Familia Desmacellidae
  - Familia Esperiopsidae
  - Familia Guitarridae
  - Familia Hamacanthidae
  - Familia Isodictyidae
  - Familia Merliidae
  - Familia Mycalidae
  - Familia Podospongiidae
- Suborden Myxillina
  - Familia Chondropsidae
  - Familia Coelosphaeridae
  - Familia Crambeidae
  - Familia Crellidae
  - Familia Dendoricellidae
  - Familia Desmacididae
  - Familia Hymedesmiidae
  - Familia Iotrochotidae
  - Familia Myxillidae
  - Familia Phellodermidae
  - Familia Tedaniidae